# تک دیتا
تک دیتا (انگلیسی: Tech Data) شرکت خوشه‌ای آمریکایی است، که در سال ۱۹۷۴ توسط ادوارد ریموند تأسیس شد.